# La serpiente y el arco iris
The Serpent and the Rainbow (en España: La serpiente y el arcoíris) es una película de terror estadounidense estrenada en 1988 dirigida por Wes Craven. Está interpretada en sus papeles principales por Bill Pullman, Cathy Tyson y Paul Winfield. Se trata de una de las pocas películas producidas por un gran estudio de Hollywood rodada en localizaciones de Haití.
La película se basa parcialmente en un libro homónimo escrito en 1985 por el antropólogo Wade Davis donde se refiere a sus experiencias en Haití, donde investigó la historia de Clairvius Narcisse, un hombre presuntamente envenenado, enterrado vivo, y víctima de un proceso de zombificación.

## Argumento
En 1978, un haitiano llamado Christophe Durand muere misteriosamente en una clínica misionera francesa, mientras un desfile de vudú pasa frente a su ventana. A la mañana siguiente, Christophe es enterrado en un funeral católico tradicional. Un hombre misterioso vestido con un traje que estaba fuera de la ventana del hospital de Christophe la noche en que murió está presente. Cuando se baja el ataúd al suelo, los ojos de Christophe se abren y las lágrimas ruedan por sus mejillas. 
Siete años después, el antropólogo de Harvard Dennis Alan se encuentra en la Selva Amazónica estudiando hierbas y medicinas raras con un chamán local. Cuando bebe una poción,  experimenta una alucinación donde el hombre negro del funeral de Christophe está rodeado de cadáveres en un pozo sin fondo.
De vuelta en Boston, una compañía farmacéutica se acerca a Alan para investigar una droga utilizada en el vudú haitiano para crear zombis. La empresa quiere que Alan adquiera el fármaco para usarlo como "super anestésico". La corporación proporciona financiación a Alan y lo envía a Haití, que se encuentra en medio de una revolución. La exploración de Alan en Haití, con la ayuda de la Dra. Marielle Duchamp, localiza a Christophe, que está vivo después de haber sido enterrado siete años antes. Alan es detenido y el comandante de los Tonton Macoute, el Capitán Dargent Peytraud (el mismo hombre del funeral de Christophe y de la visión de Alan en el Amazonas), le advierte que abandone Haití.
Continuando con la investigación, Alan encuentra a un hombre local, Louis Mozart, de quien se informa que tiene conocimiento del procedimiento para crear la droga zombi. Alan le paga a Mozart por una muestra, pero Mozart le vende veneno para ratas. Después de avergonzar a Mozart en público, Alan convence a Mozart para que le muestre cómo producir la droga por una tarifa de $1.000. Alan es arrrestado nuevamente por los Tonton Macoute y torturado con un clavo atravesado en su escroto, y luego arrojado a la calle con el mensaje de que debe dejar Haití o sería asesinado. Alan nuevamente se niega a irse y se reúne con Mozart para crear la droga.
Alan tiene una pesadilla de Peytraud, que se revela como un bokor que convierte a los enemigos en zombis y les roba el alma. Cuando Alan se despierta, está acostado junto a la hermana de Christophe, que ha sido decapitada. Los Tonton Macoute entran, toman fotos e incriminan a Alan por asesinato. Peytraud le dice a Alan que abandone el país y nunca regrese, para que no lo condenen por el asesinato, lo ejecuten y luego Peytraud le robe el alma. Peytraud pone a Alan en un avión con destino a Estados Unidos, pero Mozart se cuela a bordo y le da a Alan la droga zombi. Mozart le pide a Alan que le cuente a la gente sobre él, para que Mozart pueda alcanzar la fama internacional. Alan acepta y regresa a Boston con su misión aparentemente completada.
En una cena de celebración, la esposa del empleado de Alan es poseída por Peytraud, quien advierte a Alan sobre su propia muerte inminente. Alan regresa a Haití, donde su único aliado, un houngan llamado Lucien Celine, es asesinado por Peytraud y Mozart es decapitado como sacrificio por el poder de Peytraud. Alan es rociado con el polvo zombi y muere; más tarde, Peytraud roba el cuerpo de Alan del hospital antes de que se pueda informar de la muerte a la Embajada de los Estados Unidos. Peytraud lleva a Alan a un cementerio donde, indefenso en su ataúd, Alan ve que Peytraud ha capturado a Marielle y la sacrificará. Peytraud muestra el alma de Celine a Alan en un canari. Luego, Alan es enterrado vivo con una tarántula para "hacerle compañía". Al despertarse en su ataúd unas horas más tarde, Alan es rescatado por Christophe, quien también fue convertido en zombi por Peytraud.
Habiendo escapado de la trampa de Peytraud, Alan regresa a la sede de los Tonton Macoute en busca de Marielle. Allí, Alan derrota a Peytraud a través de una batalla de voluntades, usando la magia blanca de Celine para clavar un clavo en la ingle de Peytraud y enviar su alma al infierno. Mientras el pueblo haitiano celebra la caída de Jean-Claude Duvalier, Marielle proclama: "La pesadilla ha terminado".

## Reparto
- Bill Pullman como Dr. Dennis Alan.
- Cathy Tyson como Dra. Marielle Duchamp.
- Zakes Mokae como Dargent Peytraud.
- Paul Winfield como Lucien Celine.
- Brent Jennings como Louis Mozart.
- Conrad Roberts como Christophe Durand.
- Aleta Mitchell como Celestine Durand.
- Badja Djola como Gaston.
- Michael Gough como Dr. Earl "Schoonie" Schoonbacher.
- Paul Guilfoyle como Dr. Andrew Cassedy.
- Dey Young como Deborah Cassedy.
- Luis Tavare Pesquera como Kyle Cassedy.
- William Newman como el Doctor misionario francés.
- Francis Guinan como el Doctor americano.
- Jaime Pina Gautier como Julio (piloto de helicóptero de Dennis).
- Philogen Thomas como Priest.
- Evencio Mosquera Slaco como el viejo chamán.

## Producción
La Serpiente y el Arco Iris se filmó en Boston (Massachusetts); Santo Domingo (República Dominicana); y Haití. Durante la producción en Haití, el Gobierno local informó al elenco y al equipo que no podían garantizar su seguridad durante el resto del rodaje de la película debido a la lucha política y la agitación civil que estaba ocurriendo durante ese tiempo; como resultado, la producción se trasladó a la República Dominicana durante el resto del rodaje.

## Lanzamiento

### Calificación
En una entrevista, Craven afirmó que, a diferencia de sus películas anteriores que tuvieron problemas con la Motion Picture Association de América, el primer corte obtuvo una calificación R sin ningún problema. Según un artículo de Fangoria #71, el corte original fue de 184 minutos de duración, pero Craven sintió que era demasiado largo, por lo que lo redujo a 98 minutos. A continuación, se proyectó la prueba a los asistentes y sus reacciones fueron favorables.

### Taquilla
La Serpiente y el Arco Iris fue estrenada en cines en los Estados Unidos por Universal Pictures el 5 de febrero de 1988. Recaudó $19.595.031 en taquilla.

### Crítica y recepción
En el agregador Rotten Tomatoes, La Serpiente y el Arco Iris tiene un índice de aprobación del 63%, basado en 35 reseñas, y una calificación promedio de 5.8/10. Su consenso dice: "Aunque ocasionalmente se ve abrumada por efectos especiales excesivos, La Serpiente y el Arco Iris se basa en una atmósfera escalofriante para ofrecer una historia inteligente y políticamente informada". En Metacritic, la película tiene un puntaje promedio ponderado de 64 de 100, basado en 13 críticos, lo que indica "críticas generalmente favorables".
Roger Ebert, del Chicago Sun-Times, le dio a la película tres estrellas de cuatro posibles, elogiando la actuación de Pullman y las imágenes "impresionantes", al tiempo que señaló que La Serpiente y el Arco Iris parecía tomarse más en serio el vudú haitiano como religión y fuerza cultural que la mayoría de las películas de terror con temas similares, que simplemente usan el vudú como un "truco".

### Medios domésticos
La película fue lanzada por primera vez en DVD por[Image Entertainment en 1998, aunque esta versión está agotada. Posteriormente, fue relanzado por Universal Studios en 2003 y en 2016 en Blu-Ray por Scream Factory.